# Zacarias Rolim de Moura
Dom Zacarias Rolim de Moura (Umari, 13 de junho de 1914 — Umari, 5 de abril de 1992) foi sacerdote e bispo da Igreja Católica, na Diocese de Cajazeiras, Província Eclesiástica da Paraíba, no Brasil.
Nasceu numa fazenda no município de Umari, Paraíba, filho de Ana Júlia de Sousa Rolim e de Bonifácio Gonçalves de Moura, bacharel em Direito pela Faculdade de Recife e ex-deputado estadual. Pelo lado materno, era primo de Dom Moisés Sisenando Coelho, o qual foi primeiro bispo de Cajazeiras e arcebispo da Paraíba, e de Dom Carlos Gouveia Coelho, arcebispo de Olinda e Recife. Concluiu seus estudos eclesiásticos no Seminário da Prainha, em Fortaleza, sendo ordenado sacerdote católico a 8 de dezembro de 1937.
Em 1945 foi nomeado pároco e vigário de Patos, no sertão da Paraíba, em substituição ao então Padre Fernando Gomes dos Santos, naquele ano nomeado Bispo de Penedo. O Padre Zacarias Rolim de Moura permaneceu em Patos até 1953 — a 27 de abril desse ano foi nomeado Bispo de Cajazeiras, em cuja catedral foi sagrado e tomou posse a 26 de julho daquele ano.
Em 12 de julho de 1990 renunciou, por idade, depois de mais de 37 anos de episcopado. Morreu na mesma casa onde havia nascido. Durante seu episcopado, fundou o Seminário Nossa Senhora da Assunção e trabalhou pela criação da Diocese de Patos, o que aconteceu em 1959.
Foi homenageado como Cidadão Cajazeirense.